# Dead Leaves
Dead Leaves (デッドリーブス Deddo ribusu?) es una película de ciencia ficción animada japonesa estrenada en 2004, basada en un manga escrito e ilustrado por Imai Toonz, producido por Manga Entertainment y Production I.G y el primer trabajo como director de Hiroyuki Imaishi. Fue distribuido en Japón por Shochiku. La película se destaca por su ritmo rápido y su estilo visual enérgico.

## Trama
Retro y Pandy, dos insólitos renegados, se despiertan desnudos en la Tierra sin ningún recuerdo de su pasado, pero con habilidades físicas superiores. Después de embarcarse en una breve pero devastadora ola de crímenes por comida, ropa y transporte en el centro de Tokio, son capturados por las autoridades y enviados a la infame prisión llamada Dead Leaves, en la Luna medio destruida.
Una vez encarcelados, Retro y Pandy son sometidos a las actividades que se desarrollan dentro del recinto penitenciario, como trabajos forzados, camisas de fuerza y defecación obligatoria. Durante uno de esos momentos, Retro conoce a Dick Drill, un preso con un taladro para el pene. 666 y 777, los guardias de la prisión con superpoderes, demuestran su poder cuando 777 golpea a un preso en la cara, matándolo junto con todos los demás detrás de él.
De vuelta en su celda, Retro y Pandy organizan una fuga masiva de la prisión y descubren el trabajo secreto que se lleva a cabo en las instalaciones. En el transcurso de la película, se descubre que Pandy y Retro eran espías que trabajaban en las instalaciones y el alcaide enloquecido está tratando de vengarse de Pandy recreando un cuento de hadas trastornado que recuerda de su infancia.
En el final, Pandy tiene al hijo de Retro, que sale con ametralladoras gemelas y mata al alcaide. Una oruga gigante (parte del cuento de hadas demente) comienza a consumir la estación hasta que el bebé mutante se sacrifica para que sus dos padres puedan vivir. La película termina con Pandy y Retro chocando en medio de la metrópolis distópica de la Tierra en su cápsula de escape, aplastando a un espectador previamente victimizado y presumiblemente reiniciando los eventos desde el comienzo de la película.

## Personajes

### Personajes principales
Retro (レトロ Retoro?)
Voz por: Kappei Yamaguchi
Retro no tiene ningún recuerdo real de su vida anterior, pero no parece importarle mucho. Está convencido de que era un miembro de la banda Yakuza o un asesino a sueldo ninja, debido en gran medida a sus considerables habilidades marciales y su habilidad innata para causar estragos con todo tipo de armas. Debido a su comportamiento similar al de Yakuza, Retro es muy impulsivo y violento, lo que generalmente hace que maten a quienes lo rodean.  Retro tiene una televisión por cabeza; su apariencia humana original se muestra solo en los flashbacks de Pandy, con una mata de cabello que cubre sus ojos, similar a Shermie.
Pandy (パンディー Pandī?)
Voz por: Takako Honda
La heroína, Pandy (llamada así por su marca mutada parecida a un panda), parece tener una conexión especial con el gobernador de la prisión, Galactica. Aunque ignora su pasado, algo en su ojo mutado hace que experimente extraños flashbacks y episodios precognitivos extraños y debilitantes. Es muy fuerte en el combate cuerpo a cuerpo y excelente en el uso de armas de fuego. Aunque a menudo se molesta por las payasadas de Retro, ella demuestra que se preocupa por él, como cuando atacó con rabia a Galactica por arrancarle la cabeza a Retro.
Descendiente
El resultado de Retro y Pandy teniendo relaciones sexuales en prisión, su hijo nace cerca del final de la historia. Siendo hijo de Pandy, él también tiene un grupo de genes mutantes que le otorga poderes extraordinarios y hace que sus ojos sean de diferentes colores, como los de ella. Aunque solo está vivo por unos minutos y ya ha envejecido de bebé a anciano, demuestra que se preocupa por sus padres sacrificándose para salvar sus vidas. La primera y única palabra que dice es "papá", que dice cuando echa un último vistazo a Retro.

### Trabajadores de la prisión
Galactica (ギャラクティカ Gyarakutika?)
Voz por: Yuko Mizutani
El misterioso y tiránico guardián de la prisión de Dead Leaves. Galactica está a cargo de los experimentos de clonación e ingeniería genética que han creado una profana colección de presos deformados e infinitamente prescindibles. Algo así como un cyborg, Galactica tiene un arsenal de armas y dispositivos siniestros a su disposición integrados en su cuerpo. En realidad, no hace mucho por sí mismo, salvo incitar a Pandy y finalmente tener éxito cuando decapita a Retro (que sobrevive a pesar de la falta de un cuerpo, un rasgo compartido por 666 y 777).
666 (スリーシックス Surīshikkusu?)
Voz por: Mitsuo Iwata
Producto de los experimentos de armas biológicas de Dead Leaves, 666 (tres-seis, o "Triple Six" en el doblaje en inglés) es un personaje alto y delgado que se mueve a gran velocidad cuando se enfrenta a un desafío. Sus armas principales son dos espadas largas unidas a sus brazos.
777 (スリーセブン Surīsebun?)
Voz por: Kiyoyuki Yanada
777 (tres-siete, o conocido como "Triple Siete" en el doblaje en inglés) también es un producto de los experimentos de Dead Leaves y la contraparte voluminosa y poderosa del 666. Dice una oración rápida antes de ir a la batalla, algo que 666 lo advierte. para decir que es un poco tarde para eso. Tiende a preferir su fuerza bruta y una amplia variedad de armas que tiene a su disposición dentro de su cuerpo.

### Presos
Dick Drill (ちんこドリル Chinko Doriru?)
Voz por: Nobuo Tobita
Un personaje fácilmente identificable con un taladro para su pene, similar al personaje principal de la película Tetsuo: The Iron Man. Es uno de los seguidores más serviciales y leales recogidos por Retro y Pandy durante su intento de fuga, y parece sentirse atraído sexualmente por Retro. Más tarde asesinado brutalmente por 777 mientras intentaba defender a Retro de él.
Quack (ヤブ医者 Yabu-isha?)
Voz por: Wataru Takagi
Un recluso curiosamente conocedor de los asuntos penitenciarios. Él también ayuda en la fuga de la cárcel. Solía ser médico, pero lo enviaron a Dead Leaves cuando uno de sus pacientes murió. Luego es cortado en pasta por 666.
Sergeant (軍曹 Gunsō?)
Voz por: Masami Iwasaki
Aparece más adelante en la película y toma el mando del tanque robado de la Armería. Parece ser una especie de líder mientras los otros prisioneros intentan vengar su muerte.

## Estreno
El 17 de enero de 2004 fue estrenada en Japón, 24 de julio estrenada en DVD y 28 de septiembre del mismo año en Estados Unidos y Canadá en formato DVD. Fue distribuido en DVD en España por Selecta Visión. Estrenada en televisión en la sección Ani-Monday de la cadena televisiva de Estados Unidos Syfy el 21 de enero de 2008.